# Administración institucional en España
La Administración institucional, en España,  es un sector de la Administración Pública integrado por entes públicos menores de carácter no territorial, como los organismos públicos.
La Ley de Régimen Jurídico del Sector Público, en su artículo 88, define a los organismos públicos estatales como aquellos “organismos públicos dependientes o vinculados a la Administración General del Estado o a través de otro organismo público, los creados para la realización de actividades administrativas, sean de fomento, prestación o gestión de servicios públicos o de producción de bienes de interés público, susceptibles de contraprestación, actividades de contenido económico reservadas a las administraciones públicas; así como su supervisión o regularización de sectores económicos, las características de los cuales justifiquen su organización en régimen de descentralización funcional o independencia”, y les atribuye “personalidad jurídica pública diferenciada, patrimonio y tesorería propios, así como autonomía de gestión y potestades administrativas precisas para el cumplimiento de sus fines”. 
La administración institucional está dotada de personalidad jurídica y la integran entes dotados de su propia personalidad jurídica. Sin embargo, ello no significa que sean administraciones independientes de la administración matriz, de ahí que la plena operatividad jurídica de la personalidad jurídica de estos entes instrumentales solamente se produce en relación con los terceros.

## Clasificación
- Organismos públicos.
  - Organismos Autónomos.
  - Entidades Públicas Empresariales.
  - Agencias estatales
- Autoridades Administrativas Independientes.
- Sociedades Mercantiles Estatales.
- Consorcios
- Fundaciones del sector público estatal.
- Fondos carentes de personalidad jurídica del sector público estatal.
- Universidades públicas no transferidas.

## Sociedades mercantiles estatales
Las sociedades mercantiles estatales son aquellas en las que la Administración General del Estado, en cualquiera de sus vertientes, ostenta una participación directa o indirecta mayoritaria o incluso la totalidad de las participaciones. Este tipo de entidades tienen una naturaleza jurídico-privada, quedando sus actividades sujetas al ordenamiento jurídico-privado. No obstante, cuando la administración posea, directa o indirectamente, el 100% de las participaciones será de aplicación el ordenamiento jurídico-público en aspectos presupuestarios, contables, patrimoniales, financieros y de contratación.
Asimismo, se asimilan a las sociedades mercantiles estatales aquellas sociedades en las que sin participar el sector público estatal en un porcentaje superior al 50% de su capital social, se encuentran controladas por la administración general del estado o sus organismos públicos según la definición de grupo establecida en el Código de comercio. A efectos de computar el porcentaje de participación, deben sumarse el conjunto de participaciones de entidades integradas en el sector público estatal, en caso de que varias de ellas participen en el capital social.

## Fondo carente de personalidad jurídica
La creación de un fondo carente de personalidad jurídica en el sector público estatal se efectuará por Ley. La norma de creación determinará expresamente su adscripción a la Administración General del Estado.
Con independencia de su creación por Ley se extinguirán por norma de rango reglamentario.
En la denominación de los fondos carentes de personalidad jurídica deberá figurar necesariamente la indicación «fondo carente de personalidad jurídica» o su abreviatura «F.C.P.J».
Los fondos carentes de personalidad jurídica se regirán por lo dispuesto en la Ley de Régimen Jurídico del Sector Público, en su norma de creación, y el resto de las normas de Derecho administrativo general y especial que le sean de aplicación. Estarán sujetos al régimen de presupuestación, contabilidad y control previsto en la Ley General Presupuestaria.
Un ejemplo es el Fondo de Restauración Ecológica y Resiliencia.

## Entes Públicos Atípicos o Apátridas
Son órganos no sujetos a la regulación general, sino a sus peculiares Estatutos. La Ley General Presupuestaria (LGP) en su artículo 6.5 incluye a estos Entes Atípicos refiriéndose a ellos como “el resto de Entes del sector público estatal no incluidos en este artículo ni en los anteriores”, es decir, que no fueran ni organismos autónomos, ni sociedades estatales. Entre los incluidos figura la Agencia Estatal de Administración Tributaria que, junto con el Consejo Económico y Social y el Instituto Cervantes, se rigen por su legislación específica, por la LGP y, de forma supletoria por la LRJSP (Ley 40/2015).

## Contabilidad
Viene regulada por la Instrucción de contabilidad para la Administración Institucional del Estado. 
La misma regula un procedimiento en el que los procesos de obtención, formulación y aprobación de las cuentas anuales, así como que su remisión a la Intervención General de la Administración del Estado, se realizan a través de los medios informáticos y telemáticos habilitados al efecto por la misma. Asimismo, se regula la puesta a disposición del Presidente o Director de las entidades incluidas en su ámbito de aplicación por el auditor del informe de auditoría por medios electrónicos y no en soporte papel como venía haciéndose anteriormente.  